# Macrostomus mura
Macrostomus mura är en tvåvingeart som beskrevs av Smith 1962. Macrostomus mura ingår i släktet Macrostomus och familjen dansflugor. Inga underarter finns listade i Catalogue of Life.